# Clofibrato
Il clofibrato è un farmaco appartenente alla classe dei fibrati che riduce i livelli plasmatici elevati di trigliceridi e, in minor misura, le concentrazioni elevate di colesterolo. Scoperto nel 1962 è stato successivamente ritirato dal commercio in vari Stati a causa degli effetti collaterali.

## Caratteristiche
Il clofibrato, come tutti i fibrati, è un agonista del recettore PPAR-α ed è efficace nel ridurre i livelli plasmatici di VLDL e trigliceridi. Veniva pertanto impiegato nel trattamento di alcune dislipidemie, ipertrigliceridemie in particolare.
Il clofibrato è bene assorbito dal tratto gastrointestinale; è rapidamente metabolizzato nel sangue ad acido clofibrico (attivo), la cui frazione legata alle proteineplasmatiche è molto elevata. Circa 4-6 ore dopo la somministrazione orale di 500 mg di clofibrato in un soggetto sano, la concentrazione plasmatica massima di acido clofibrico è di 39–68 mg/ml. L'emivita plasmatica è di 17 ore circa. Viene escreto nelle urine (85% della dose) principalmente in forma di glucuronide. Il volume di distribuzione dell'acido clofibrico è di 0,1-0,2 l/kg.
I valori della dose letale nel ratto e nel topo dopo somministrazione orale sono rispettivamente di 1,65 g/kg e di 1,28 g/kg.

### Effetti collaterali
È stato ritirato dal commercio in quanto in alcuni pazienti provocava calcoli biliari. Effetti collaterali più comuni ma meno gravi comprendono disturbi gastrointestinali quali nausea, vomito, diarrea, dispepsia, flatulenza, dolori addominali; meno frequentemente, cefalea, vertigini, astenia, crampi muscolari, sonnolenza, mialgie, artralgie; disuria, oliguria, ematuria, proteinuria; reazioni di ipersensibilità, eruzioni cutanee, prurito, alopecia; aritmie cardiache. Sono stati riportati inoltre alterazioni della libido e impotenza; leucopenia, eosinofilia, anemia, agranulocitosi; polifagia, aumento di peso; aumento dei livelli delle transaminasi.